# 威百亩
威百亩（英语：Metam sodium 或 Metam），学名：N-甲基二硫代氨基甲酸钠，化学式：CH
3NHCS
2Na，是一种兼有杀菌和除草作用的硫代异硫氰酸甲酯类杀线虫剂，俗称：维巴姆、保丰收，1954年由美国斯托弗化学公司开发。纯威百亩为白色二水合物，但通常市售为其水溶液。
该物质在潮湿土壤中能分解产生异硫氰酸甲酯，从而杀死线虫、真菌、土居昆虫、杂草等生物，因此多于播种前被施用于土壤中，以作杀虫和除草之用。
威百亩是美国使用最广泛的杀虫剂之一，2001年约消耗了60,000,000英磅（27,000公噸） 。

## 制备与性质
威百亩由甲胺、二硫化碳和氢氧化钠反应得到：
CH
3NH
2  +  CS
2  +  NaOH  →  CH
3NHCS
2Na  +  H
2O
也可以由异硫氰酸甲酯与硫氢化钠反应得到。
暴露在环境中时，威百亩会分解形成异硫氰酸甲酯和其他含硫化合物。

## 安全性和环境危害
威百亩对人、畜低毒，大白鼠急性口服LD50为820 mg/kg，对眼和黏膜有刺激。
威百亩容易分解形成异硫氰酸甲酯和二硫化碳，因此本身在环境中不会存在太久。1991年，一列隶属美国南太平洋运输公司的列车在沙斯塔湖上游的萨克拉门托河边失事出轨，其中一个载有19,000美制加侖（72,000公升）威百亩的车廂损毀后发生泄漏，使附近41英里（66）河段内的数以百万计鱼类及数以十万计树木死亡。有关地区的虹鳟种群直至2005年被确认完全恢复。